# サガンボとモロ

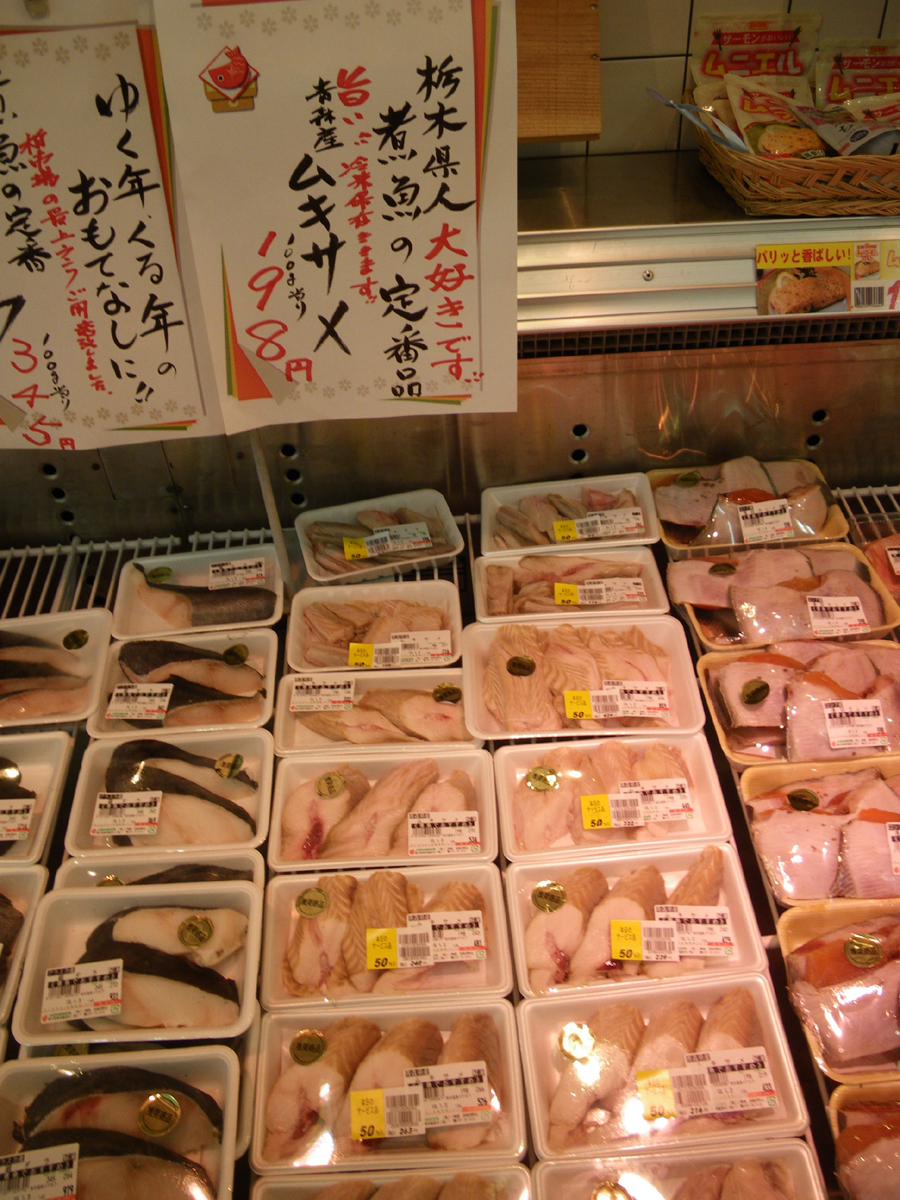
店頭に並ぶサガンボ（ムキサメ）

サガンボとモロはどちらも栃木県の方言でサメ肉を意味し、サガンボがアブラツノザメ、モロがネズミザメを指す。コールドチェーンが発達する以前、内陸県の栃木県で新鮮な海水魚を入手することは困難であったが、サメ肉は腐敗速度が遅いので流通させることができ、冬の味覚として定着した。

## 歴史的背景
サメを食べる文化がいつ頃生じたのか、明確にはなっていない。栃木県（旧下野国）は海を持たない地域であり、海の生鮮魚は貴重な存在であった。サガンボ（アブラツノザメ）は主に茨城県（旧常陸国）北部の沿岸で水揚げされ、栃木県にもたらされた。
茨城県には肝油や蒲鉾に加工する工場がなく、サガンボが体内に尿素を持ち独特の臭気を帯びているため、茨城県ではサガンボの利用価値が低く敬遠されていた。他方でサガンボは、輸送過程で尿素が分解されてアンモニアを生じることから鮮度の低下が抑えられ、内陸部まで輸送することができた。そこで茨城県北地域から栃木県にサガンボが出荷されるようになり、冬の風物詩として定着した。
モロに関しても同様の経緯で栃木県に定着したと考えられる。なお、栃木県と隣接する茨城県筑西市にも、モロを食べる習慣がある。

## 流通
茨城県から栃木県に出荷されたサガンボは、頭部を切り落とし、商品価値の高い鰭（ふかひれ）を取り除き、サメ特有の外皮（鮫皮）をはがした胴体部分のみであった。この姿がちょうど氷柱（つらら）に似ていたことから、氷柱の茨城弁である「サガンボ」（「下がり棒」の転訛）の名で流通した。2010年代には、サガンボよりも「ムキサメ」という名称で店頭に並ぶ機会が増えている。一方、モロは「モウカザメ」として販売する場合が多い。栃木県で流通するサメの産地は茨城県（平潟）、宮城県（気仙沼）、青森県（八戸）のものが多い。
栃木県では普通のスーパーマーケットの鮮魚売り場にて、切り身にしたサガンボやモロが並んでいる。かつては漁獲量が多く、身が締まっている厳冬期にのみ流通していたが、2010年代には一年中店頭販売されている。切り身であると元の姿を連想しづらいため、サガンボやモロがサメであることを知らずに購入・消費する栃木県民も少なくない。

## 調理・喫食法

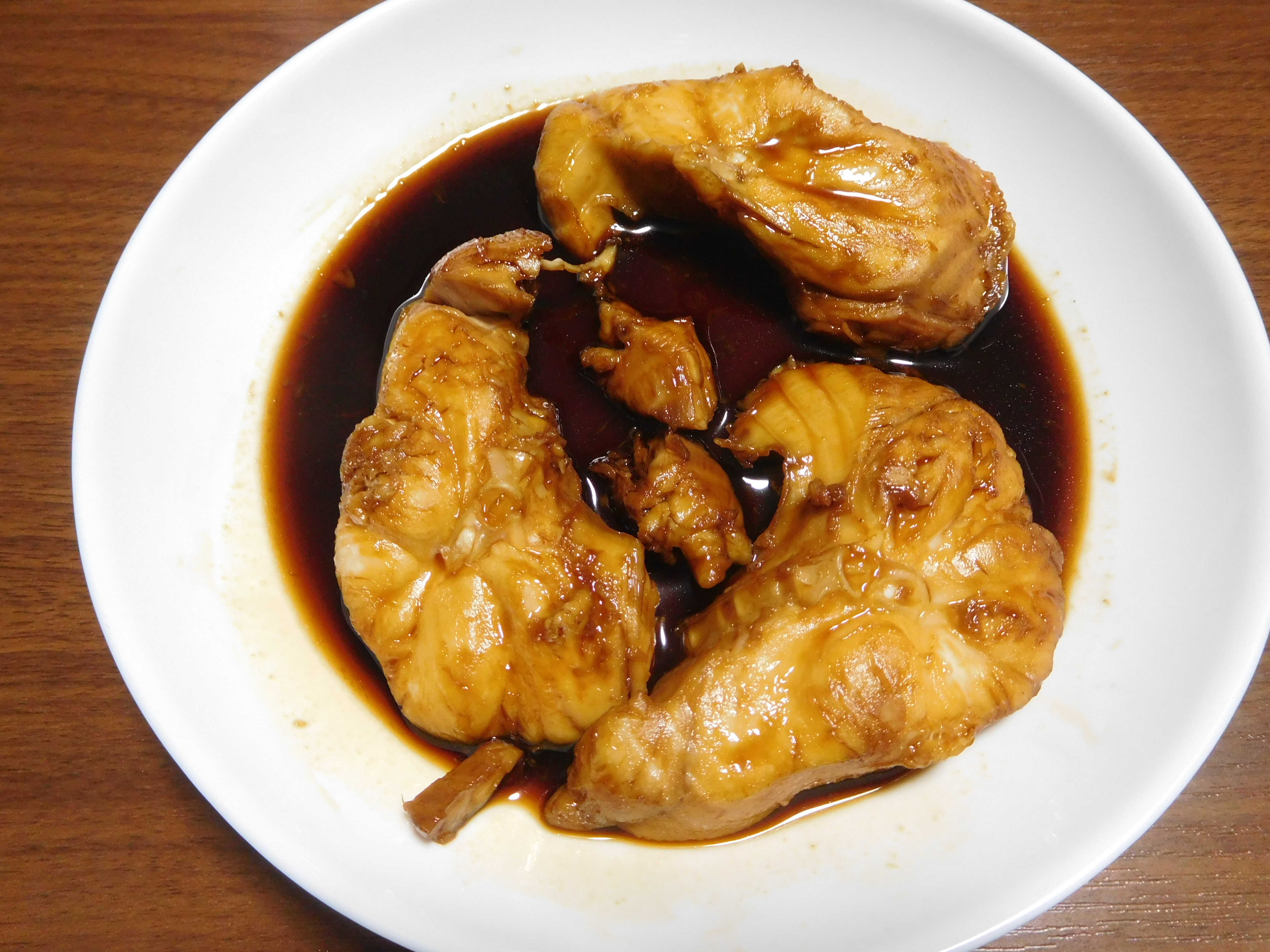
サガンボの煮付け

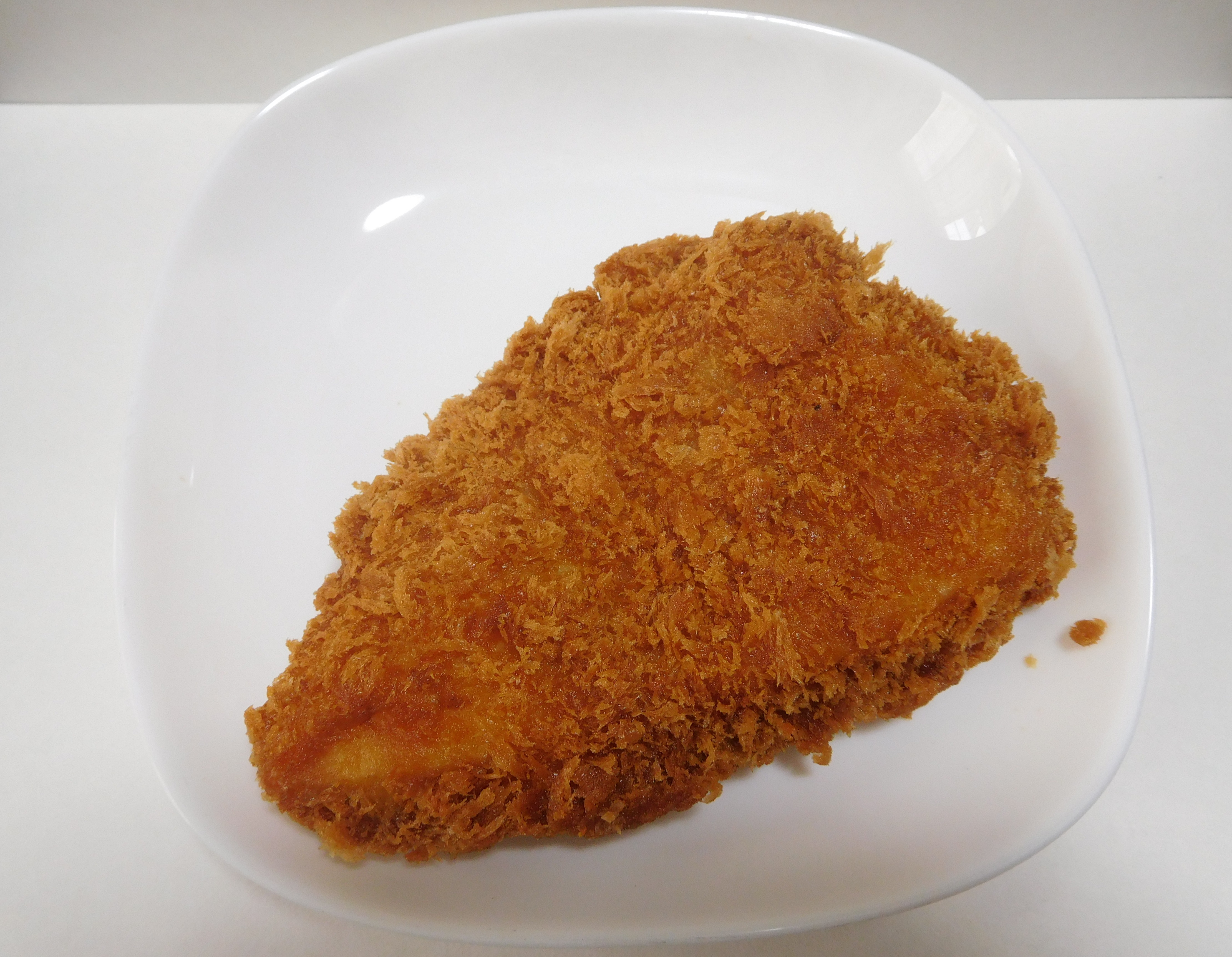
モロのフライ

サガンボやモロは通年で入手することができるが、身が締まる冬季に買い求める人が多いので、冬季に食卓に上る機会が多い。日常食である一方で、結婚式や葬式で出されることがあり、ハレの日の食事でもある。食感が柔らかく、小骨がないことから、栃木県では食べやすい魚として広く県民に受け入れられている。また低脂質・低カロリーかつ高たんぱく質と栄養面でも優れている。栃木県の家庭料理として定着しているものの、サメが栃木県の産物でないこともあり、サガンボやモロの料理を掲載していない郷土料理の本も少なくない。
サメ肉はさっぱりとした味であり、「鶏肉みたいな味」と形容されることがある。サメ類の中でもサガンボは最も美味とされ、モロは「家庭用の食材として不味ではない」と表現される。
サガンボは砂糖醤油で甘辛い煮付けにするのが最も一般的な調理法であり、御節料理の一品にサガンボの煮付けを加える家庭も多い。一晩おいた煮付けの周りにできる煮こごりも好まれ、作り置きする家庭が多い。そのほか照り焼きやフライ、竜田揚げにすることもある。モロもサガンボと同様に煮付けやフライにして食される。特にモロのフライは、栃木県の学校給食の定番メニューの1つである。家庭によってはソテーやムニエルにも使われる。いずれにせよ、火を通して食べるのが特徴である。
栃木市では、観光客向けにモロ料理を提供する飲食店が複数あり、モロカツ丼定食やサメステーキなどの創作料理を出す店がある。これは、福田屋百貨店栃木店の撤退でそがれた町の賑いを再生しようと2011年（平成23年）にモロに注目し、市民の有志が新しいモロ料理の開発に乗り出したことがきっかけで、モロの産地である宮城県気仙沼市が同年に発生した東日本大震災で被災したため復興支援を兼ねたものであった。これとは別に、2016年に栃木県立宇都宮商業高等学校が「モロバーガー」を開発し、販売したことがある。
海のない栃木県では、海がないゆえにサガンボとモロのみならず、寿司や刺身など海鮮料理を好む人が多く、回転寿司店の数が多い。